# Dorfkirche Schlenzer

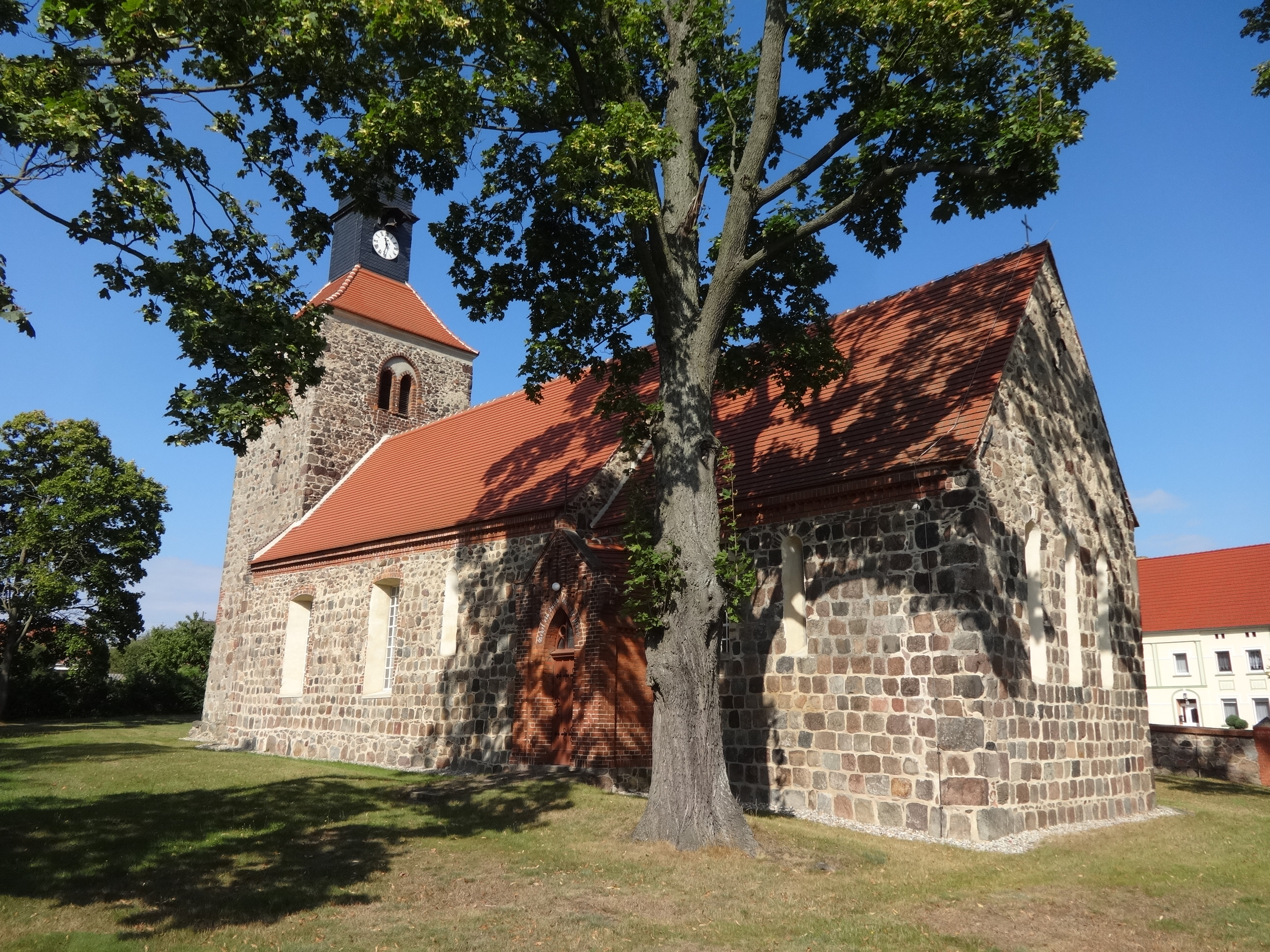
Dorfkirche Schlenzer (2016)

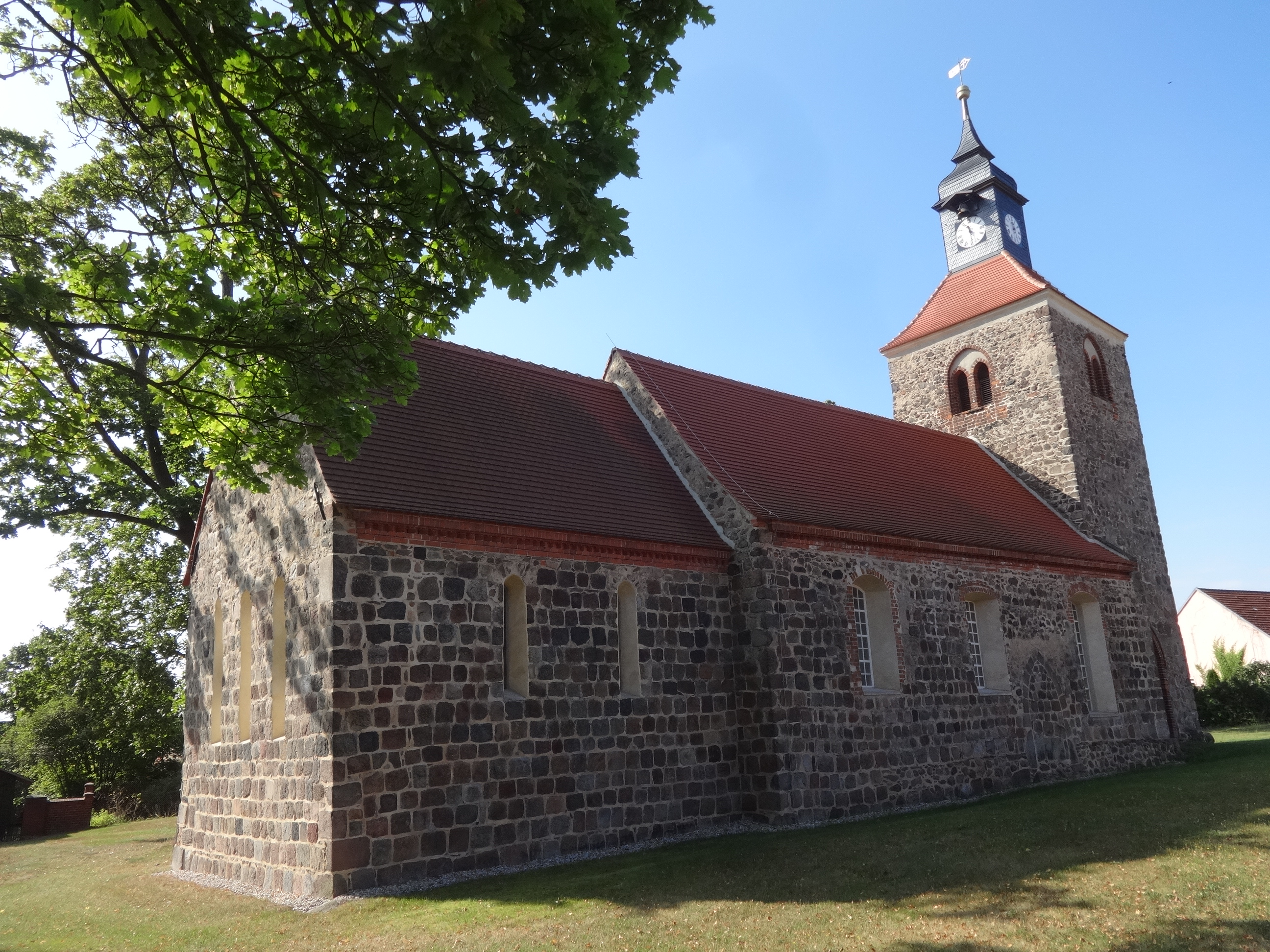
Rück-Ansicht

Die evangelische Dorfkirche Schlenzer ist eine Feldsteinkirche aus der zweiten Hälfte des 13. Jahrhunderts in Schlenzer, einem Ortsteil der Gemeinde Niederer Fläming im Landkreis Teltow-Fläming in Brandenburg.

## Geschichte
Die Baumeister errichteten zunächst aus Feldsteinen das Kirchenschiff mit einem eingezogenen, rechteckigen Chor. Im 15. Jahrhundert wurde der Sakralbau um den Westturm erweitert und dieser wiederum im Jahr 1753 um einen Aufsatz ergänzt. In der zweiten Hälfte des 19. Jahrhunderts ließ die Kirchengemeinde an der südlichen Wand des Chors aus Backstein eine Vorhalle anbringen. In den 1950er Jahren zeigten sich zum Teil erhebliche Schäden am Bauwerk. Die Kirche wurde freigelegt und der Fußboden abgesenkt, um eindringendes Wasser besser abzuführen. Anfang des 21. Jahrhunderts sanierten Handwerker unter anderem das Satteldach des Kirchenschiffs sowie den Turm. Im Vorfeld der Arbeiten wurden von einem Restaurator mittelalterliche Bemalungen sowie ein Deckenfries aus dem Barock freigelegt.

## Architektur

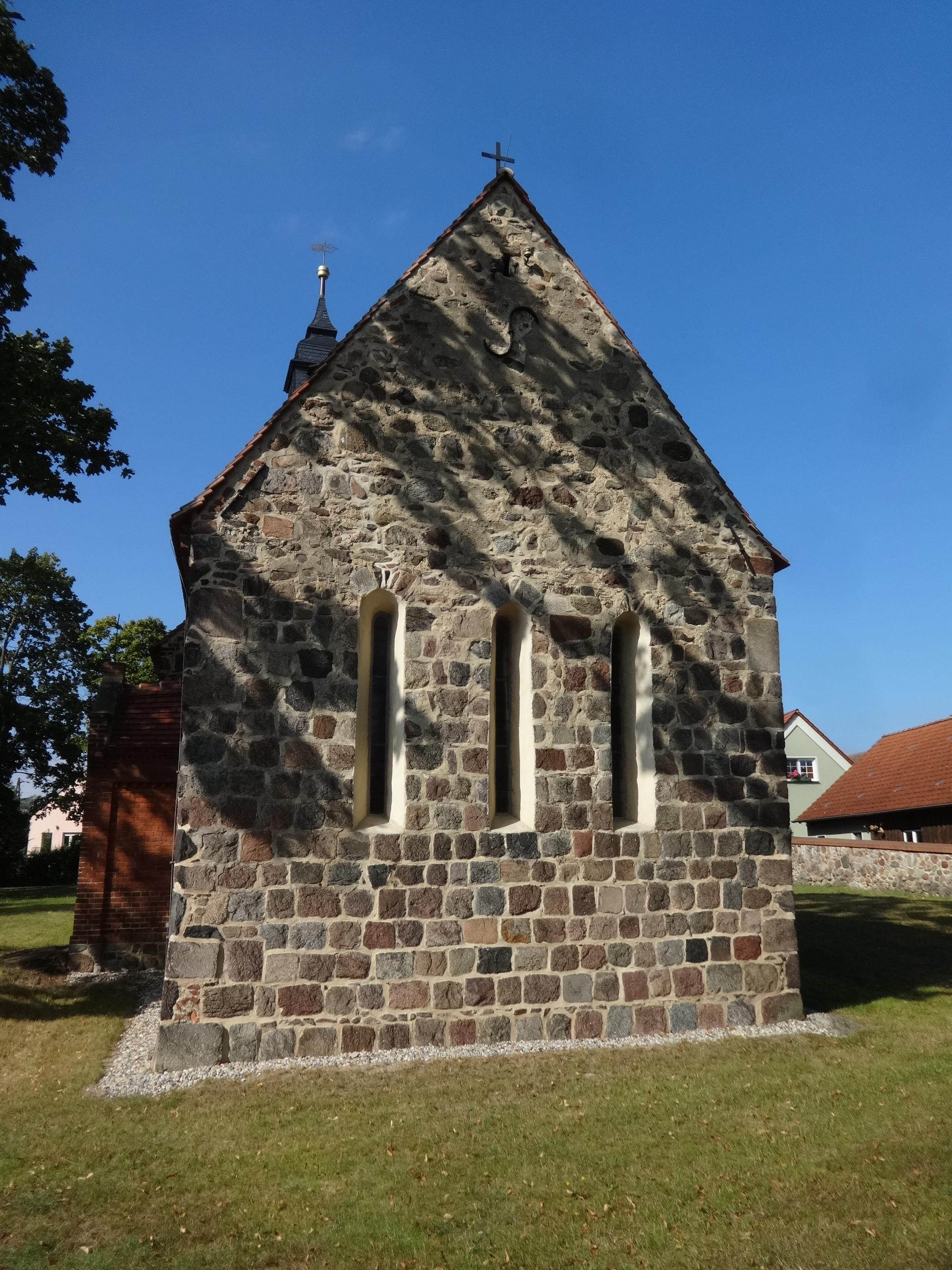
Chor

Die Wände des frühgotischen Chors wurden aus behauenen und vergleichsweise sorgfältig, lagig geschichteten Feldsteinen errichtet. Das Kirchenschiff hingegen fußt auf einem Sockel aus unbehauenen Feldsteinen, an die sich bis zur Höhe der Fenster einige Lagen geschichteter und behauener Steine anschließen. Darüber verlaufen die Linien; die Steine wurden teilweise nicht mehr bearbeitet. An der südlichen Kirchenwand befinden sich zwei barock vergrößerte, segmentbogenförmige Fenster, deren Laibung mit rotem Mauerziegel eingefasst sind. Nach Osten hin schließt sich ein höher gesetztes, deutlich kleineres und spitzbogenförmiges Fenster an. Die Vorhalle am Chor wurde aus rötlichen Mauerziegeln errichtet, an die sich wiederum ein Fenster anschließt. Die östliche Chorwand wird von einer lanzettförmigen Dreifenstergruppe dominiert, die aus der Bauzeit der Kirche stammen dürfte. An der nördlichen Chorwand sind zwei spitzbogenförmige Fenster, an die sich drei segmentbogenförmige Fenster am Kirchenschiff anschließen. Das westliche ist deutlich größer und tiefer gesetzt. Dazwischen sind die Reste einer spitzbogenförmigen Priesterpforte zu erkennen, die mit Feldsteinen zugesetzt ist. Sie diente vermutlich bis zum Bau des Turms als Zugang zum Bauwerk.
Der eingezogene und rechteckige Westturm wurde ebenfalls aus Feldsteinen auf einem Sockel errichtet. Die Steine sind nur wenig behauen und teilweise verputzt. Vereinzelt sind Ausbesserungsarbeiten zu erkennen, die mit rötlichen Mauerziegeln vorgenommen wurden. An der südlichen Wand befindet sich im Erdgeschoss ein kleines kreisförmiges Fenster. Der Zugang erfolgt nicht wie bei vergleichbaren Bauwerken über die Westseite, sondern befindet sich an der Nordseite des Bauwerks. Dort befindet sich eine doppelflügelige Holztür mit einem aufgesetzten Spitzbogen, der in rötlichem Mauerstein eingefasst ist. In dem Spitzbogen ist ein Vers aus dem Evangelium des Johannes angebracht: „Ich bin die Thür; so jemand durch mich eingehet, der wird selig werden und wird ein und aus gehen und Weide finden.“ (10,9 ). Im oberen Turmgeschoss befinden sich an allen vier zweiten zwei gekuppelte, spätgotische spitzbogenförmige Klangarkaden, deren Laibungen in rötlichen Mauerstein eingefasst sind. Dahinter hängen zwei Glocken aus dem 15. Jahrhundert, von denen eine auf das Jahr 1483 datiert ist. An das obere Turmgeschoss schließt sich ein mit Biberschwanz gedecktes Pyramidendach an, auf das ein mit Schiefer verkleideter Aufsatz mit Turmuhr, Turmkugel und Wetterfahne gesetzt wurde. In der Turmkugel befinden sich Berichte aus den Jahren 1929, 1954, 1978 und 2011.

## Ausstattung

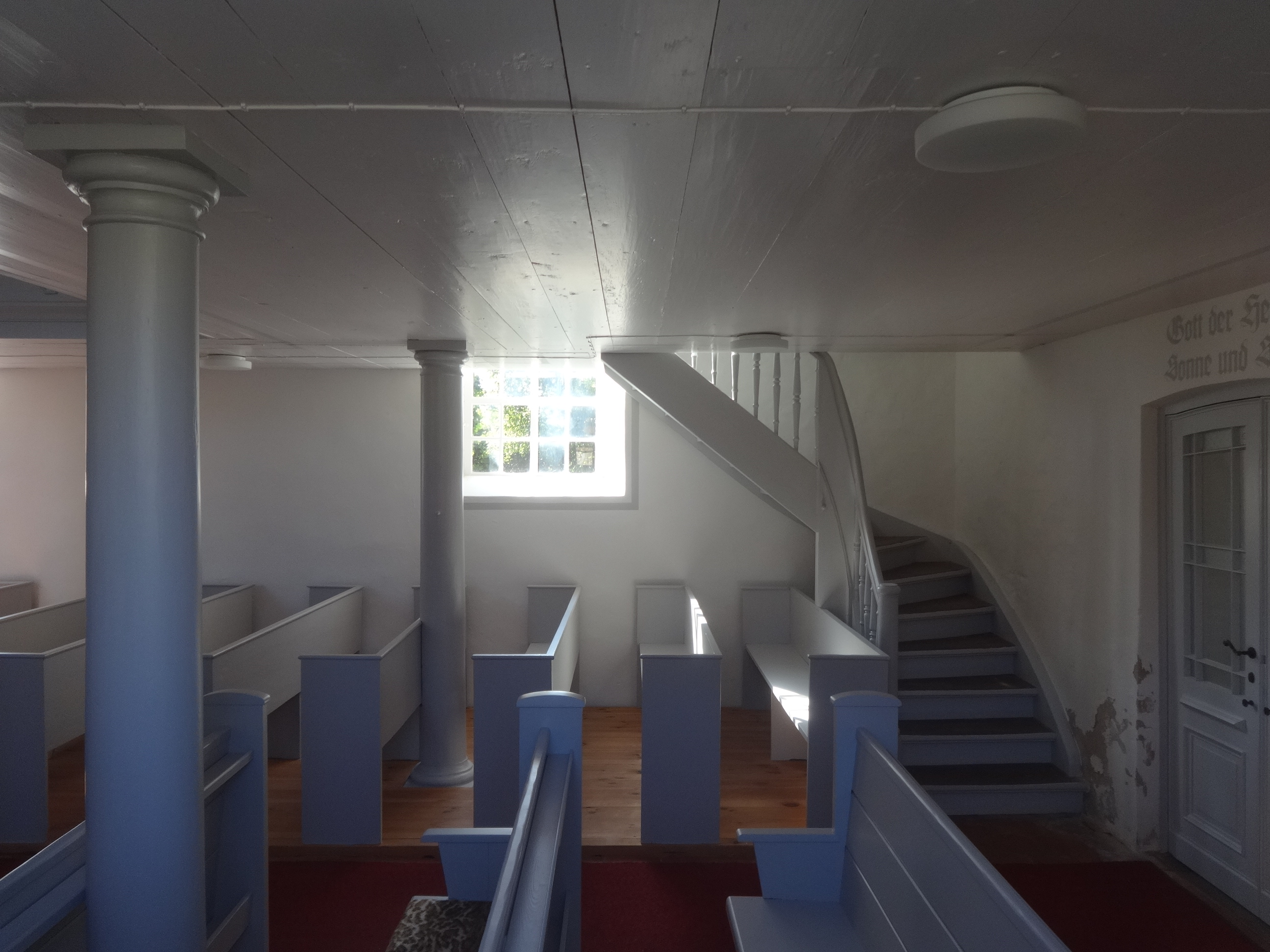
Blick ins Kirchenschiff

Das Altarretabel stammt aus dem Anfang des 18. Jahrhunderts und zeigt in seinem mit Säulchen und Akanthus geschmückten Hauptbild das Abendmahl Jesu. Es steht auf einem Altarblock, der zu etwa zwei Drittel mit einem mittelalterlichen Putz mit farbig gefassten Ritzungen bedeckt ist. Den Kanzelaltar schuf J. Angermann im Jahr 1726 aus Holz. Er besteht aus einem polygonalen Korb, der mit Bildern von Jesus Christus und den Evangelisten geschmückt ist. Der Korb fußt auf einer Akanthusstaude, die auf drei Löwentatzen steht. Oberhalb des Korbs ist ein kronenförmiger Schalldeckel montiert. Die Fünte stammt aus dem 19. Jahrhundert.
Der Sakralbau hat einen spitzbogigen Triumphbogen, zwei Emporen und ist in seinem Innern flach gedeckt. Unterhalb der Holzdecke befindet sich eine barocke Ornamentdecke. Sie soll im Zuge weiterer Restaurierungsarbeiten bei auf den Bereich über dem Altar freigelegt werden.

## Orgel
Die Orgel stammt von Friedrich August Moschütz aus dem Jahr 1866, sie soll bis 2021 saniert werden.
Das Instrument hat 11 Register auf zwei Manualen und Pedal. Restauriert wird sie vom Unternehmen Vogtländischer Orgelbau Thomas Wolf.
Disposition
- I. Manual C–f³: 1. Principal 8', 2. Octave 4', 3. Bordun 16', 4. Gedackt 8', 5. Mixtur 2-3fach 2'
- II. Manual C–f³: 6. Flauto 8', 7. Aeoline 8', 8. Flauto 4'
- Pedal C–d¹: 9. Choralbaß 4', 10. Octavbaß 8', 11. Subbaß 16'